# 小萨西
小萨西（法語：Sacy-le-Petit，法語發音：[sasi lə pəti]）是法国瓦兹省的一个市镇，与大萨西相邻，属于克莱蒙区。

## 地理
小萨西（49°21'39"N, 2°37'45"E）面积7.45 平方千米，位于法国上法蘭西大區瓦兹省，该省份为法国北部内陆省份，北起索姆省，西接厄尔省和滨海塞纳省，南至塞纳-马恩省和瓦兹河谷省，东临埃纳省。
与小萨西接壤的市镇（或旧市镇、城区）包括：布兰库尔、巴济库尔、舒瓦西-拉维克图瓦尔、格朗弗雷努瓦、穆瓦维莱尔、圣马丹隆戈。

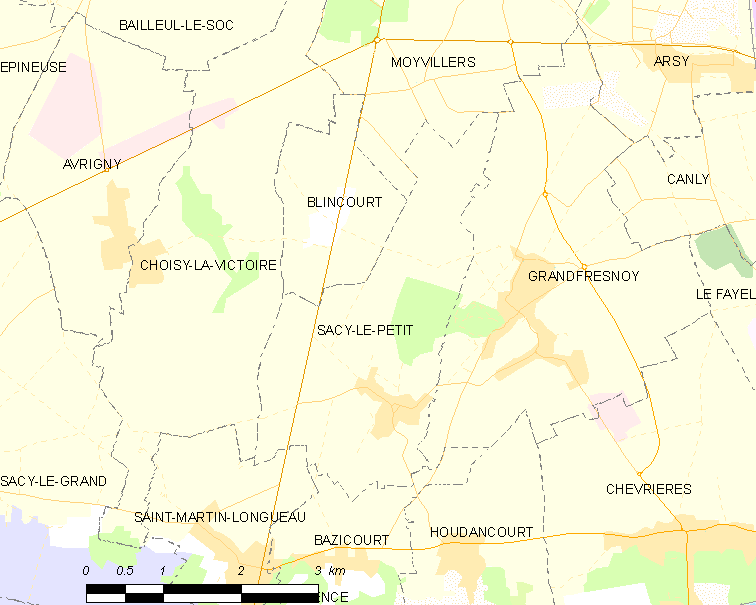
小萨西的OSM定位图

小萨西的时区为UTC+01:00、UTC+02:00（夏令时）。

## 行政
小萨西的邮政编码为60190，INSEE市镇编码为60563。

## 政治
小萨西所属的省级选区为蓬圣马克桑斯县。

## 人口

1962-2008年间小萨西人口变化图示

小萨西于2022年1月1日时的人口数量为633人。